# Martiago
Martiago település Spanyolországban, Salamanca tartományban. Martiago La Encina, Pastores, Zamarra, Agallas, Robledillo de Gata, El Sahugo és Herguijuela de Ciudad Rodrigo községekkel határos. Lakosainak száma 250 fő (2024).

## Népesség
A település népessége az elmúlt években az alábbi módon változott:
| Lakosok száma | 375  | 367  | 331  | 329  | 316  | 266  | 292  | 263  | 267  | 250  |
|               | 2001 | 2004 | 2007 | 2009 | 2012 | 2014 | 2017 | 2019 | 2022 | 2024 |